# マティス (書体)
マティス（Matisse）は、フォントワークスが発売するフォント製品で書体としては明朝体に属する。日本におけるDTP黎明期の1992年にMacintosh用PostScriptフォントとして登場し、2002年にOpenTypeフォントとしてリリースされた。漢字のデザインは香港のデザイナー・Francis Chow、欧文・数字・句読点類はやはり香港のデザイナー・陳貴明で、仮名のデザインはロダンを手掛けた社外デザイナーの佐藤俊泰による。

## 特徴
フォントワークスが最初にリリースした明朝体フォントで、同社が「ハイエンドの出版に要求される高い水準を満たした標準書体シリーズ」として「基本的なデザインを揃えた」とする「クラシック」シリーズの1書体。
リュウミン（モリサワ）が彫刻刀で彫った活字に由来するシャープな印象を前面に出すのに対し、柔らかくモダンなスタイルであることを掲げる。
ロゴタイプやキャッチコピーなどを中心に、印刷媒体から映像分野まで幅広く使用例が見られる。テレビアニメ『新世紀エヴァンゲリオン』では、サブタイトルに公式フォントとして極太ウエイトのマティス-EBが使われたことから、「エヴァフォント」とも呼ばれる。またフォントワークスから「エヴァンゲリオン公式フォント」としてマティス-EBが、個人用途（商用利用可）に使用許諾を限定され市販されていたが、2020年7月に販売を終了した。2022年1月からは、「mojimo-EVA」としてマティス-EBのライセンスを定額制で販売している。

## ファミリー構成
西暦年はリリース年。
- マティス-L（1997年）
- マティス-M（1992年）
- マティス-DB（1992年）
- マティス-B（1992年）
- マティス-EB（1994年）
- マティス-UB（1994年）